# Castor fiber tuvinicus
Sous-espèce
Statut de conservation UICN

 CR D : 
En danger critique
Castor fiber tuvinicus est une sous-espèce du castor européen qui était présente sur le territoire russe. Cependant la dernière évaluation de leur nombre, en 1983, rapportait un nombre inférieur à 50 individus, rendant la sous-espèce en danger critique de disparition. 